# Roland Vieira
Pour les articles homonymes, voir Vieira.
Roland Vieira est un ancien footballeur professionnel français, né le 16 août 1979 à  Mâcon. Il évoluait au poste d'attaquant. Il a disputé un total de 32 matchs en Ligue 2. Par la suite il devient entraîneur de son dernier club Le Puy Foot qu'il parvient à faire monter en CFA pour la saison 2015-2016.

## Biographie
Il remporte la coupe Gambardella 1996-1997 avec l'Olympique lyonnais. Lors de la finale contre Montpellier, il joue au poste de gardien de but après la blessure du gardien titulaire Cyrille Clavel. Vieira arrête deux tirs montpelliérains pendant la séance de tirs au but et permet à son équipe de remporter la compétition.
Il devient ensuite entraîneur de son dernier club Le Puy Foot. Avec le club ponot, Vieira accède par deux fois au Championnat National (2020 et 2022). Il quitte le club en 2023, 10 ans après son arrivée.

## Palmarès
- Coupe Gambardella 1996-1997 avec l'Olympique lyonnais
- Champion de France de National en 2006 avec Niort
- Champion de CFA (Groupe B) en 2003 et 2004 avec la réserve de l'Olympique lyonnais